# Isophysis tasmanica
Isophysis tasmanica (Hook.) T.Moore – gatunek reliktowej rośliny z monotypowego rodzaju Isophysis T.Moore, należącego do rodziny kosaćcowatych (Iridaceae), występujący paleoendemicznie w klimacie górskim na Tasmanii, gdzie zasiedla stare skały o wysokiej zawartości krzemionki.

## Morfologia
PokrójMałe, wieloletnie, wiecznie zielone rośliny zielne o wysokości 10–35 cm.
PędPodziemne płożące kłącze. Pęd kwiatostanowy dłuższy od liści.
LiścieLiście odziomkowe płaskie, o długości 5–20 cm i szerokości 3–4 mm, gładkie, łykowate, o zgrubiałych i szklistych brzegach. Liście łodygowe o długości 4–8 cm.
KwiatyKwiatostan zredukowany do pojedynczego kwiatu, wspartego dwiema wąskimi, niemal trójkątnymi podsadkami, o długości 2,5-3,5 cm i szerokości 5-7 mm. Okwiat promienisty. Listki okwiatu wolne, ciemnobrązowe, ciemnoczerwone lub żółte, lancetowate, odgięte, długości 2–4 cm i szerokości 2,5–4 mm. Pręciki trzy, wolne. Nitki pręcików o długości 4–5 mm. Główki pręcików o długości 4–5 mm. Słupek górny. Zalążnia stożkowata, o długości 4–5 mm. Szyjka słupka o długości 4–5 mm, rozwidlona wierzchołkowo na trzy odgięte znamiona.
OwoceLśniące torebki o długości ok. 1,2 cm. Nasiona brązowe, kanciaste, o długości 2 mm.

## Systematyka
Rodzaj z monotypowej podrodziny Isophysidoideae z rodziny kosaćcowatych (Iridaceae). Stanowi prymitywny klad siostrzany dla pozostałych członków rodziny kosaćcowatych.